# Vasile Curuzan
Vasile Curuzan (Tulcea, 19 de marzo de 1974) es un deportista rumano que compitió en piragüismo en la modalidad de aguas tranquilas. Ganó cuatro medallas en el Campeonato Mundial de Piragüismo entre los años 1999 y 2003, y dos medallas en el Campeonato Europeo de Piragüismo en los años 1999 y 2001.
Participó en dos Juegos Olímpicos de Verano en los años 2000 y 2004, su mejor actuación fue un séptimo puesto logrado en Atenas 2004 en la prueba de K4 1000 m.

## Palmarés internacional
| Campeonato Mundial | Campeonato Mundial           | Campeonato Mundial | Campeonato Mundial |
| Año                | Lugar                        | Medalla            | Evento             |
| ------------------ | ---------------------------- | ------------------ | ------------------ |
| 1999               | Milán (Italia)               | Medalla de bronce  | K4 1000 m          |
| 2001               | Poznań (Polonia)             | Medalla de plata   | K4 500 m           |
| 2003               | Gainesville (Estados Unidos) | Medalla de plata   | K4 200 m           |
| 2003               | Gainesville (Estados Unidos) | Medalla de plata   | K4 500 m           |
| Campeonato Europeo |                              |                    |                    |
| Año                | Lugar                        | Medalla            | Evento             |
| 1999               | Zagreb (Croacia)             | Medalla de bronce  | K4 500 m           |
| 2001               | Milán (Italia)               | Medalla de bronce  | K4 200 m           |